# 建木
建木（けんぼく）は、中国の伝説にある巨木である。天と地を結ぶ神聖な樹だと考えられている。
天地の中央に立っているとされ、『淮南子』墬形訓では、都広（とこう）山に生えており衆帝がこれによって上下をすると記されている。『山海経』においても都広は天下の中央に位置すると記述されており、建木が天地の中央に位置する木であると考えられていたことがわかる。『山海経』（海内経）には紫の木（茎）で枝はなく、青い葉・黒い華・黄の実、上のほうは九つにまがりくねり、下のほうも九つにわだかまると記されている。位置については『山海経』（海内南経）では弱水のほとり、氐人国の東、『呂氏春秋』（有始覧）では、白民国の南に建木があると記述されてもいる。
日木（にちぼく）である東の扶桑、西の若木と共に、世界を構成する重要な役割をもつ巨樹・神樹と見られていたと現代では考えられている。中国の三星堆遺跡から出土した青銅器（青銅神樹）は、この若木をかたどっているのだろうと考察されている。

## 天地をつなぐ樹木
世界を構成する巨大な木として『山海経』や『淮南子』などには、建木・扶桑（扶木）・若木などが見られ、古代中国で考えられていた世界樹といえるような存在が断片的に書き残されている。文献上に巨木についての信仰や神話の記述がとぼしいため、古代の実態について詳しくたどれる箇所は少ないが、このような巨樹の存在はミャオ族など中国の諸民族に残る神話や民間信仰のなかにも見られ、そこでは背の高い柱を立てて行う祭などが存在している。また、各地に伝わる大きな樹木や花を題材にした古くからの工芸品や装飾なども関係性は高いとみられている。
建木・扶桑・若木の三本のなかでも特に建木は、天地の中央に位置し古代の神・帝たちがそれをつかって往来をしたと考えられる記述がある点から、天梯（てんてい。天と交通するためのはしご）、通天柱（つうてんちゅう。天と交通するための柱）としての要素が大きく持たれていたものと見られている。しかし、文字表現などの上では「扶桑」の語が後の時代は多用されており、その要素の多くは扶桑へと集約されていったようである。